# Слобозія (Димбовіца)
Слобозія (рум. Slobozia) — село у повіті Димбовіца в Румунії. Входить до складу комуни Корнецелу.
Село розташоване на відстані 44 км на північний захід від Бухареста, 29 км на південний схід від Тирговіште, 103 км на південь від Брашова.

## Населення
За даними перепису населення 2002 року у селі проживали 146 осіб. Усі жителі села рідною мовою назвали румунську.
Національний склад населення села:
| Національність | Кількість осіб | Відсоток |
| -------------- | -------------- | -------- |
| румуни         | 118            | 80,8%    |
| цигани         | 28             | 19,2%    |